# Grand Prix de Voleibol de 2002
O Grand Prix de Voleibol de 2002 foi a 10ª edição do torneio feminino de voleibol organizado pela Federação Internacional FIVB. Foi diputado por oito países entre 12 de julho e 4 de agosto. A Fase Final foi realizada em Hong Kong, na China.

## Equipes participantes
Equipes que participaram da edição 2002 do Grand Prix
- Alemanha
- Brasil
- China
- Cuba
- Estados Unidos
- Japão
- Rússia
- Tailândia

## Primeira Rodada

### Grupo A - Tóquio
| Pos | Equipe    | Pts | V | D | SP | SC | SA    | PP  | PC  | PA    |
| --- | --------- | --- | - | - | -- | -- | ----- | --- | --- | ----- |
| 1   | Brasil    | 6   | 3 | 0 | 9  | 3  | 3,000 | 283 | 263 | 1,076 |
| 2   | Alemanha  | 5   | 2 | 1 | 8  | 3  | 2,667 | 249 | 216 | 1,153 |
| 3   | Japão     | 4   | 1 | 2 | 3  | 6  | 0,500 | 204 | 198 | 1,030 |
| 4   | Tailândia | 3   | 0 | 3 | 1  | 9  | 0,111 | 193 | 252 | 0,766 |

PTS - pontos, J - jogos, V - vitórias, D - derrotas, SP - sets pró, SC - sets contra, SA - set average, PP - pontos pró, PC - pontos contra, PA - ponto average
| Data  | Jogo      | Jogo | Jogo      | Parciais | Parciais | Parciais | Parciais | Parciais |
| Data  | Jogo      | Jogo | Jogo      | 1        | 2        | 3        | 4        | 5        |
| ----- | --------- | ---- | --------- | -------- | -------- | -------- | -------- | -------- |
| 12/07 | Brasil    | 3-2  | Alemanha  | 25-19    | 25-22    | 19-25    | 19-25    | 15-8     |
| 12/07 | Japão     | 3-0  | Tailândia | 25-14    | 25-18    | 25-13    | -        | -        |
| 13/07 | Brasil    | 3-1  | Tailândia | 25-21    | 25-27    | 25-22    | 27-25    | -        |
| 13/07 | Alemanha  | 3-0  | Japão     | 25-20    | 25-19    | 25-21    | -        | -        |
| 14/07 | Tailândia | 0-3  | Alemanha  | 25-17    | 25-21    | 25-15    | -        | -        |
| 14/07 | Brasil    | 3-0  | Japão     | 26-24    | 25-20    | 27-25    | -        | -        |

### Grupo B - Chengdu
| Pos | Equipe         | Pts | V | D | SP | SC | SA    | PP  | PC  | PA    |
| --- | -------------- | --- | - | - | -- | -- | ----- | --- | --- | ----- |
| 1   | Rússia         | 6   | 3 | 0 | 9  | 3  | 3,000 | 263 | 244 | 1,078 |
| 2   | China          | 5   | 2 | 1 | 6  | 3  | 2,000 | 210 | 184 | 1,141 |
| 3   | Estados Unidos | 4   | 1 | 2 | 5  | 7  | 0,714 | 257 | 261 | 0,985 |
| 4   | Cuba           | 3   | 0 | 3 | 2  | 9  | 0,222 | 222 | 263 | 0,844 |

PTS - pontos, J - jogos, V - vitórias, D - derrotas, SP - sets pró, SC - sets contra, SA - set average, PP - pontos pró, PC - pontos contra, PA - ponto average
| Data  | Jogo           | Jogo | Jogo           | Parciais | Parciais | Parciais | Parciais | Parciais |
| Data  | Jogo           | Jogo | Jogo           | 1        | 2        | 3        | 4        | 5        |
| ----- | -------------- | ---- | -------------- | -------- | -------- | -------- | -------- | -------- |
| 12/07 | Estados Unidos | 2-3  | Rússia         | 23-25    | 25-12    | 23-25    | 25-22    | 9-15     |
| 12/07 | Cuba           | 0-3  | China          | 25-15    | 25-23    | 25-18    | -        | -        |
| 13/07 | Rússia         | 3-1  | Cuba           | 14-25    | 25-18    | 25-16    | 25-20    | -        |
| 13/07 | China          | 3-0  | Estados Unidos | 25-19    | 25-17    | 25-17    | -        | -        |
| 14/07 | Estados Unidos | 3-1  | Cuba           | 21-25    | 25-18    | 28-26    | 25-18    | -        |
| 14/07 | Rússia         | 3-0  | China          | 25-19    | 25-19    | 25-22    | -        | -        |

## Segunda Rodada

### Grupo C - Manila
| Pos | Equipe   | Pts | V | D | SP | SC | SA    | PP  | PC  | PA    |
| --- | -------- | --- | - | - | -- | -- | ----- | --- | --- | ----- |
| 1   | Rússia   | 6   | 3 | 0 | 9  | 1  | 9,000 | 249 | 179 | 1,391 |
| 2   | Japão    | 4   | 1 | 2 | 4  | 6  | 0,667 | 211 | 241 | 0,876 |
| 3   | Alemanha | 4   | 1 | 2 | 3  | 6  | 0,500 | 196 | 212 | 0,925 |
| 4   | Brasil   | 3   | 1 | 2 | 3  | 6  | 0,500 | 192 | 216 | 0,889 |

PTS - pontos, J - jogos, V - vitórias, D - derrotas, SP - sets pró, SC - sets contra, SA - set average, PP - pontos pró, PC - pontos contra, PA - ponto average
| Data  | Jogo     | Jogo | Jogo     | Parciais | Parciais | Parciais | Parciais | Parciais |
| Data  | Jogo     | Jogo | Jogo     | 1        | 2        | 3        | 4        | 5        |
| ----- | -------- | ---- | -------- | -------- | -------- | -------- | -------- | -------- |
| 19/07 | Brasil   | 3-0  | Japão    | 25-18    | 25-23    | 27-25    | -        | -        |
| 19/07 | Rússia   | 3-0  | Alemanha | 25-16    | 26-24    | 25-15    | -        | -        |
| 20/07 | Japão    | 1-3  | Rússia   | 13-25    | 10-25    | 25-23    | 19-25    | -        |
| 20/07 | Alemanha | 3-0  | Brasil   | 25-18    | 25-18    | 25-22    | -        | -        |
| 21/07 | Japão    | 3-0  | Alemanha | 28-26    | 25-21    | 25-19    | -        | -        |
| 21/07 | Rússia   | 3-0  | Brasil   | 25-21    | 25-15    | 25-21    | -        | -        |

### Grupo D - Nakhon Ratchasima
| Pos | Equipe         | Pts | V | D | SP | SC | SA    | PP  | PC  | PA    |
| --- | -------------- | --- | - | - | -- | -- | ----- | --- | --- | ----- |
| 1   | China          | 6   | 3 | 0 | 9  | 0  | MAX   | 230 | 167 | 1,377 |
| 2   | Estados Unidos | 5   | 2 | 1 | 6  | 4  | 1,500 | 227 | 222 | 1,023 |
| 3   | Cuba           | 4   | 1 | 2 | 3  | 8  | 0,375 | 243 | 265 | 0,917 |
| 4   | Tailândia      | 3   | 0 | 3 | 3  | 9  | 0,333 | 233 | 279 | 0,835 |

PTS - pontos, J - jogos, V - vitórias, D - derrotas, SP - sets pró, SC - sets contra, SA - set average, PP - pontos pró, PC - pontos contra, PA - ponto average
| Data  | Jogo           | Jogo | Jogo           | Parciais | Parciais | Parciais | Parciais | Parciais |
| Data  | Jogo           | Jogo | Jogo           | 1        | 2        | 3        | 4        | 5        |
| ----- | -------------- | ---- | -------------- | -------- | -------- | -------- | -------- | -------- |
| 14/07 | China          | 3-0  | Estados Unidos | 25-22    | 25-17    | 25-18    | -        | -        |
| 14/07 | Cuba           | 3-2  | Tailândia      | 18-25    | 28-26    | 23-25    | 25-15    | 18-16    |
| 14/07 | China          | 3-0  | Cuba           | 30-28    | 25-23    | 25-16    | -        | -        |
| 14/07 | Tailândia      | 1-3  | Estados Unidos | 17-25    | 25-17    | 21-25    | 20-25    | -        |
| 14/07 | Estados Unidos | 3-0  | Cuba           | 25-21    | 25-17    | 28-26    | -        | -        |
| 14/07 | China          | 3-0  | Tailândia      | 25-14    | 25-14    | 25-15    | -        | -        |

## Terceira Rodada

### Grupo E - Macau,China
| Pos | Equipe    | Pts | V | D | SP | SC | SA    | PP  | PC  | PA    |
| --- | --------- | --- | - | - | -- | -- | ----- | --- | --- | ----- |
| 1   | China     | 6   | 3 | 0 | 9  | 1  | 9,000 | 245 | 200 | 1,225 |
| 2   | Alemanha  | 5   | 2 | 1 | 6  | 5  | 1,200 | 243 | 239 | 1,017 |
| 3   | Brasil    | 4   | 1 | 2 | 6  | 6  | 1,000 | 268 | 232 | 1,155 |
| 4   | Tailândia | 3   | 0 | 3 | 0  | 9  | 0     | 140 | 225 | 0,622 |

PTS - pontos, J - jogos, V - vitórias, D - derrotas, SP - sets pró, SC - sets contra, SA - set average, PP - pontos pró, PC - pontos contra, PA - ponto average
| Data  | Jogo      | Jogo | Jogo      | Parciais | Parciais | Parciais | Parciais | Parciais |
| Data  | Jogo      | Jogo | Jogo      | 1        | 2        | 3        | 4        | 5        |
| ----- | --------- | ---- | --------- | -------- | -------- | -------- | -------- | -------- |
| 26/07 | Brasil    | 3-0  | Tailândia | 25-10    | 25-16    | 25-12    | -        | -        |
| 26/07 | China     | 3-0  | Alemanha  | 25-23    | 26-24    | 25-21    | -        | -        |
| 27/07 | Alemanha  | 3-2  | Brasil    | 23-25    | 25-23    | 25-20    | 12-25    | 15-13    |
| 27/07 | Tailândia | 0-3  | China     | 16-25    | 11-25    | 18-25    | -        | -        |
| 28/07 | Alemanha  | 3-0  | Tailândia | 25-19    | 25-20    | 25-18    | -        | -        |
| 28/07 | China     | 3-1  | Brasil    | 25-23    | 25-21    | 19-25    | 25-18    | -        |

### Grupo F - Miao Li
| Pos | Equipe         | Pts | V | D | SP | SC | SA    | PP  | PC  | PA    |
| --- | -------------- | --- | - | - | -- | -- | ----- | --- | --- | ----- |
| 1   | Rússia         | 5   | 2 | 1 | 8  | 5  | 1,600 | 285 | 260 | 1,096 |
| 2   | Cuba           | 5   | 2 | 1 | 6  | 5  | 1,200 | 233 | 247 | 0,943 |
| 3   | Japão          | 5   | 2 | 1 | 6  | 6  | 1,000 | 269 | 260 | 1,035 |
| 4   | Estados Unidos | 3   | 0 | 3 | 5  | 9  | 0,556 | 295 | 315 | 0,937 |

PTS - pontos, J - jogos, V - vitórias, D - derrotas, SP - sets pró, SC - sets contra, SA - set average, PP - pontos pró, PC - pontos contra, PA - ponto average
| Data  | Jogo           | Jogo | Jogo           | Parciais | Parciais | Parciais | Parciais | Parciais |
| Data  | Jogo           | Jogo | Jogo           | 1        | 2        | 3        | 4        | 5        |
| ----- | -------------- | ---- | -------------- | -------- | -------- | -------- | -------- | -------- |
| 26/07 | Estados Unidos | 2-3  | Cuba           | 26-28    | 25-18    | 20-25    | 25-19    | 11-15    |
| 26/07 | Rússia         | 2-3  | Japão          | 25-21    | 25-21    | 17-25    | 22-25    | 8-15     |
| 27/07 | Japão          | 3-1  | Estados Unidos | 25-22    | 25-18    | 22-25    | 25-23    | -        |
| 27/07 | Cuba           | 0-3  | Rússia         | 18-25    | 17-25    | 18-25    | -        | -        |
| 28/07 | Japão          | 0-3  | Cuba           | 20-25    | 23-25    | 22-25    | -        | -        |
| 28/07 | Rússia         | 3-2  | Estados Unidos | 25-18    | 26-24    | 24-26    | 23-25    | 15-7     |

## Fase final
A fase final do Grand Prix 2002 foi disputada em Hong Kong entre os dias 1/08 e 4/08. As quatro equipes melhores classificadas da fase anterior disputaram o título.

### Rodada Final
| Data | Jogo     | Jogo | Jogo     | Parciais | Parciais | Parciais | Parciais | Parciais |
| Data | Jogo     | Jogo | Jogo     | 1        | 2        | 3        | 4        | 5        |
| ---- | -------- | ---- | -------- | -------- | -------- | -------- | -------- | -------- |
| 1/08 | Rússia   | 3-0  | Alemanha | 25-19    | 25-15    | 25-22    | -        | -        |
| 1/08 | China    | 3-1  | Brasil   | 25-21    | 25-18    | 18-25    | 25-19    | -        |
| 2/08 | Alemanha | 3-0  | Brasil   | 25-23    | 25-23    | 25-23    | -        | -        |
| 2/08 | China    | 2-3  | Rússia   | 25-23    | 10-25    | 25-19    | 13-25    | 10-15    |
| 3/08 | Brasil   | 3-0  | Rússia   | 25-23    | 25-23    | 26-24    | -        | -        |
| 3/08 | China    | 3-0  | Alemanha | 25-17    | 25-20    | 25-19    | -        | -        |

| Pos | Equipe   | Pts | V | D | SP | SC | SA    | PP  | PC  | PA    |
| --- | -------- | --- | - | - | -- | -- | ----- | --- | --- | ----- |
| 1   | China    | 5   | 2 | 1 | 8  | 4  | 2,000 | 251 | 246 | 1,020 |
| 2   | Rússia   | 5   | 2 | 1 | 6  | 5  | 1,200 | 252 | 215 | 1,172 |
| 3   | Brasil   | 4   | 1 | 2 | 4  | 6  | 0,667 | 228 | 238 | 0,958 |
| 4   | Alemanha | 4   | 1 | 2 | 3  | 6  | 0,500 | 187 | 219 | 0,854 |

### Disputa de 3º lugar
| Data | Jogo     | Jogo | Jogo   | Parciais | Parciais | Parciais | Parciais | Parciais |
| Data | Jogo     | Jogo | Jogo   | 1        | 2        | 3        | 4        | 5        |
| ---- | -------- | ---- | ------ | -------- | -------- | -------- | -------- | -------- |
| 4/08 | Alemanha | 3-1  | Brasil | 18-25    | 25-17    | 28-26    | 25-16    | -        |

### Final
| Data | Jogo   | Jogo | Jogo  | Parciais | Parciais | Parciais | Parciais | Parciais |
| Data | Jogo   | Jogo | Jogo  | 1        | 2        | 3        | 4        | 5        |
| ---- | ------ | ---- | ----- | -------- | -------- | -------- | -------- | -------- |
| 4/08 | Rússia | 3-1  | China | 29-27    | 23-25    | 25-20    | 25-21    | -        |

## Classificação Final
| #       | Equipe         |
| ------- | -------------- |
| Gold.   | Rússia         |
| Silver. | China          |
| Bronze. | Alemanha       |
| 4.      | Brasil         |
| 5.      | Japão          |
| 6.      | Estados Unidos |
| 7.      | Cuba           |
| 8.      | Tailândia      |

## Prêmios individuais
| MVP (Most Valuable Player) | Evgueniya Artamanova  | Rússia |
| Melhor atacante            | Elizaveta Tichtchenko | Rússia |
| Melhor bloqueio            | Valeska Menezes       | Brasil |
| Melhor saque               | Yang Hao              | China  |
| Melhor líbero              | Fabiana Oliveira      | Brasil |
| Melhor levantadora         | Marcelle Rodrigues    | Brasil |
| Jogadora Mais Popular      | Zhao Ruirui           | China  |